# قطعنامه ۷۳۷ شورای امنیت
قطعنامه ۷۳۷ شورای امنیت سازمان ملل متحد که در تاریخ ۲۹ ژانویه ۱۹۹۲ تصویب شد، سندی بین‌المللی دربارهٔ پذیرش اعضای جدید سازمان ملل متحد: ازبکستان است. این قطعنامه طی نشست ۳۰۴۳ام تصویب شد.